# Reichswerke Hermann Göring

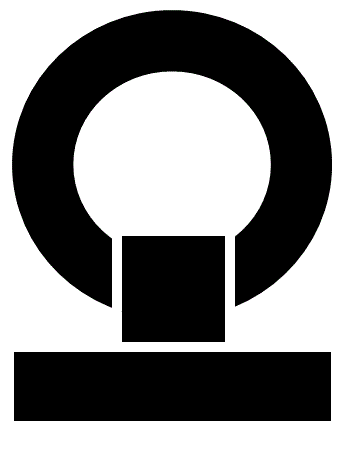
Unternehmenslogo der Reichswerke, bis in die 1980er Jahre im Gebrauch der Salzgitter AG und bis heute im Gebrauch der Salzgitter Maschinenbau AG

Die Reichswerke Hermann Göring waren neben der I.G. Farben und der Vereinigte Stahlwerke AG der größte Konzern im nationalsozialistischen Deutschen Reich. Die Bezeichnung „Reichswerke Hermann Göring“ ist eine vereinfachende Abkürzung, die sowohl den ganzen Konzern als auch einzelne Gesellschaften dieses Konzerns bezeichnen kann. Das erste Reichswerke-Unternehmen war die 1937 im späteren Salzgitter gegründete Reichswerke AG für Erzbergbau und Eisenhütten „Hermann Göring“. Später gab es beispielsweise auch die Reichswerke AG für Waffen- und Maschinenbau „Hermann Göring“ und die Reichswerke AG für Binnenschiffahrt „Hermann Göring“. Ab 1941 gab es als Konzernspitze die AG Reichswerke „Hermann Göring“.

## Geschichte
Seit 1919 war bekannt, dass die Eisenerze bei Salzgitter nicht nur tagesnah, sondern bis zu einer Tiefe von 1000 Metern in der Umgebung vorkommen. Die Voraussetzungen zur großtechnischen Verwertung dieser kieselsäurehaltigen Eisenerze lieferten Max Paschke und sein Assistent Eugen Peetz von der Bergakademie Clausthal durch ein im Jahre 1934 entwickeltes Hochofen-Verfahren, mit dem es möglich war, das saure Eisenerz zu Thomaseisen zu schmelzen. Im englischen Corby wurde das erste Eisenhüttenwerk gebaut, in dem dieses Verfahren zur Anwendung kam. Paul Pleiger reiste im Auftrag der Reichsregierung nach England, besichtigte das Werk und berichtete Hermann Göring positiv darüber. Das Vorkommen bei Salzgitter wurde nach der Erkundung durch 396 Tiefbohrungen auf ca. 3 Milliarden Tonnen Eisenerz mit einem Mindestgehalt von 23 Prozent geschätzt. Im Rahmen des Vierjahresplans zur Kriegsvorbereitung beschloss die nationalsozialistische Reichsregierung, im Raum Salzgitter ein Werk mit 32 Hochöfen zu bauen. Dieses Stahlwerk war ein kostspieliger Fehlschlag, der die deutsche Aufrüstung durch Entzug riesiger Mengen an Stahl und Arbeitskräften behinderte. Als Faustregel gilt, dass ein Stahlwerk erst 2 Jahre nach Produktionsbeginn die Stahlmengen reproduziert hat, die es zum Bau benötigte. Dazu kommt eine Bauzeit von weiteren 2 Jahren. Im Krieg blieb die Produktion dann gering. Der Aufbau der neuen Werke verschlang mehr Stahl, als dort überhaupt bis Kriegsende erzeugt wurde.

### Gründung

Vorzugsaktie über 1000 RM der Reichswerke AG für Erzbergbau und Eisenhütten „Hermann Göring“ vom Februar 1939

Ein Ziel der Kriegsvorbereitungspolitik war, die Auslandsabhängigkeit bei Rohstoffen auf ein Minimum zu reduzieren. Dies betraf nicht nur Benzin und Gummi, sondern insbesondere auch Eisen und Stahl. Zur Ausbeutung geringwertiger Eisenerze planten ab April 1937 Hermann Göring, Paul Pleiger und Hermann Alexander Brassert die Gründung der Reichswerke AG. Damit sollten „kriegswirtschaftliche Erfordernisse gesichert werden, was nur ungenügende Profitchancen für das Privatkapital bot.“
Diese Aktiengesellschaft mit Sitz in Berlin wurde am 15. Juli 1937 mit einem Grundkapital von 5 Millionen Reichsmark zunächst zum Abbau der in Deutschland lagernden eisenarmen Erze gegründet und am 29. Juli 1937 als „Reichswerke AG für Erzbergbau und Eisenhütten Hermann Göring“, Berlin, in das Handelsregister in Berlin eingetragen. Der Staat übernahm einen neunzigprozentigen Aktienanteil. Im Juni 1941 wurde der Sitz von Berlin nach Salzgitter verlegt. Die Einbeziehung von Görings Namen in den Firmennamen zeigte deutlich, dass Göring bei dieser Gründung des Vierjahresplans auch nach außen hin als Konzernherr auftreten wollte.
Das Firmenzeichen zeigt eine stilisierte Faust, die einen Eisenring hält („Gö-Ring“).
An der Spitze der Aktiengesellschaft stand Göring, der zunächst Paul Pleiger zum Vorstandsvorsitzenden ernannte. Im ersten Aufsichtsrat nach Gründung saßen Paul Körner (Staatssekretär und Stellvertreter Görings für den Vierjahresplan), Dietrich Klagges (Ministerpräsident des Freistaats Braunschweig), Kurt Lange (Leiter der Finanzen im Rohstoffamt), Arthur Nasse (Ministerialdirigent im Reichswirtschaftsministerium), Hellmuth Röhnert (Vorstandsvorsitzender von Rheinmetall-Borsig), Wilhelm Voß (Vorstandsvorsitzender von 1939 bis 1941) und Wilhelm Keppler (Leiter der Wirtschaftsorganisation in der NSDAP und Aufsichtsratsvorsitzender der Braunkohle Benzin AG (BRABAG)). Die Machtfülle Görings war übergroß, denn jede Bestellung oder Abberufung von Vorstand und Aufsichtsrat sowie die Verabschiedung der Geschäftsordnung bedurften seiner persönlichen Zustimmung.
Der Abbau des Eisenerzvorkommens war zwar unrentabel, wurde aber innerhalb der Autarkiebestrebungen des Vierjahresplans zur Rüstungsproduktion als notwendig erachtet. Bei der Herstellung von 1 Tonne Roheisen entstanden bei der „sauren“ Verhüttung 1,25 Tonnen Schlacke. Da in der Stahlproduktion feuerfeste Materialien, wie Schamottesteine, unbedingt notwendig sind und die damalige Schamotteindustrie einen höheren Bedarf nicht decken konnte, war es für die Erreichung des Vierjahresplanes unerlässlich, dass bereits im Vorfeld auch die Kapazitäten der sogenannten Feuerfest-Industrie vervielfacht wurden. Hierfür wurden im November 1937 die Buchtal AG, Keramische Betriebe der Reichswerke „Hermann Göring“ in Schwarzenfeld gegründet, die zu 52 Prozent in Besitz der Reichswerke waren. Als Jahresproduktion wurden 50.000 Tonnen feuerfeste Materialien vereinbart. Im Zuge der Errichtung der Produktionsanlagen waren Paul Pleiger und Staatsrat Wilhelm Meinberg persönlich vor Ort, um sich zusammen mit dem „Betriebsführer“ der Buchtal-Werke Gottfried Cremer ein Bild vom Baufortschritt machen zu können.

#### Konflikt mit der Ruhrindustrie
Die Hermann-Göring-Werke waren ein Staatskonzern, denn neunzig Prozent der Stammaktien hielt das Reich, vertreten durch das Reichswirtschaftsministerium. Für die klassischen Ruhrindustriellen war dieser Konzern eine wirtschaftliche Konkurrenz, deren Gründung sie bekämpften. Eine Ausnahme davon bildete Friedrich Flick, der die Reichswerke mit Steinkohle belieferte und dafür eine schriftliche Bestätigung einer Bevorzugung bei der sogenannten „Arisierung“ von den Nationalsozialisten erhielt. Am 21. Oktober 1937 kam es schließlich zu einem „Friedensschluss“, wie ihn die Konzerne selber nannten, als sich bei Karl Kimmich (Vorstandsmitglied der Deutsche Bank AG), Paul Pleiger, Peter Klöckner und Friedrich Flick trafen.
Die Ruhrindustrie ließ gegen die verstärkte Förderung einheimischer Erze eigens ein Buch schreiben. Dieses erschien 1936 unter dem Titel „Die mineralischen Bodenschätze als weltpolitische und militärische Machtfaktoren“ von dem Autor Ferdinand Friedensburg. Darin stellte Friedensburg fest, dass mit Schweden besondere Vereinbarungen über verstärkte Lieferungen an Erzen geschlossen werden können und dass im Ersten Weltkrieg die Zufuhr der schwedischen Erze über die Ostsee militärisch sowie durch enge Bindungen der deutschen Hochofengesellschaften und den schwedischen Eisenerzgesellschaften gesichert worden ist. Weiterhin führte es aus, dass dem Imperialismus zu Unrecht ein „moralischen Makel“ anhafte, denn bei „bei gesunden, starken Völkern werden imperialistische Regungen kaum jemals fehlen“
Nach Görings Kalkül sollten die Reichswerke den Einfluss der Montanbarone auf das Rüstungsprogramm eindämmen. Das gelang Paul Pleiger, der bis Kriegsende als Vorstands- und Aufsichtsratsvorsitzender den Konzern leitete, durch die Unterstützung Görings bis zu einem gewissen Grad, indem er den Reichswerken in den angeschlossenen und überfallenen Ländern Hüttenwerke und Gruben im Kohle-, Eisen- und Nichteisenmetallsektor, Rüstungsbetriebe und Transportunternehmen einverleibte.

### Auslandsexpansion

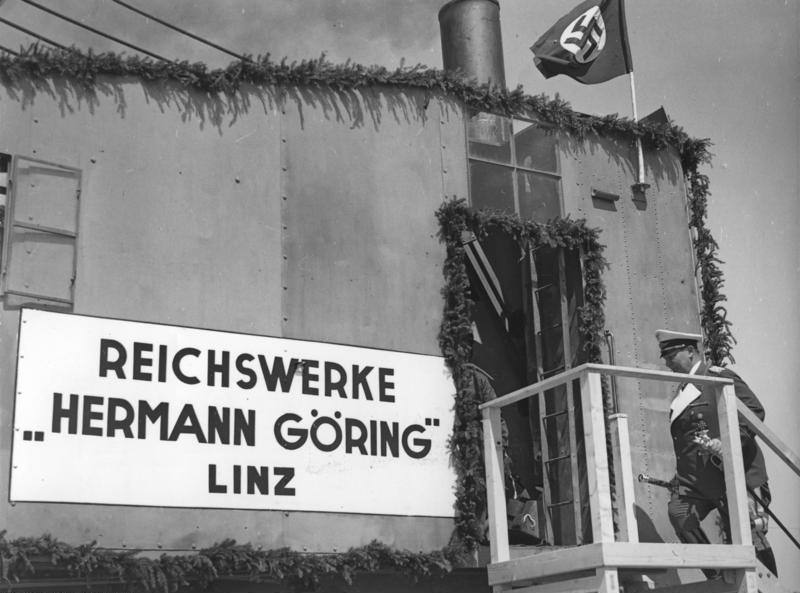
Hermann Göring betritt einen Dampfbagger bei den Feierlichkeiten zum Spatenstich am 13. Mai 1938 in Linz

Im März 1938 wurde nach dem Anschluss Österreichs an das Deutsche Reich die Österreichisch-Alpine Montangesellschaft übernommen, woraufhin am 4. Mai 1938 die Reichswerke AG für Erzbergbau und Eisenhütten „Hermann Göring“ Linz als Tochtergesellschaft der Göring-Werke gegründet wurden. Das Gründungskapital von 5 Millionen Reichsmark aus dem Jahre 1937, das nun nicht mehr ausreichte, wurde daraufhin im April 1938 auf 400 Millionen Reichsmark erhöht. Damit war die Voraussetzung geschaffen worden, um weitere Gesellschaften des Auslands einzugliedern. Dies waren in Österreich die Eisenwerke Oberdonau GmbH in Linz sowie die 1941 fusionierte Simmering-Graz-Pauker AG für Maschinen-, Kessel- und Waggonbau. Ebenfalls übernahmen die Reichswerke den österreichischen Mischkonzern Steyr Daimler Puch, der in seinen Fabriken in Steyr u. a. Gewehre für die Wehrmacht und Waffen-SS produzierten. Hierfür setzten sie ab 1941 für den Bau von Flugzeugmotoren und ab 1943 zur Steigerung der Gewehrproduktion KZ-Häftlinge des KZ Gusen ein. Als Tochterfirma der Steyr Daimler Puch wurde bei St. Valentin am 19. September 1939 mit dem Bau des sogenannten Nibelungenwerkes begonnen, welches zu den größten Panzerfabriken des Deutschen Reiches zählte. Hier wurden die von den Eisenwerken Oberdonau gefertigten Einzelteile zu fertigen Panzern zusammengebaut. Insgesamt wurden hier ca. 44 % aller Panzer IV produziert.
Nach der sogenannten Zerschlagung der Rest-Tschechei 1939 wurden die Škoda-Werke mit der Sparte ASAP (Abkürzung für Aktiengesellschaft für die Automobilindustrie, heute Škoda Auto) in den Konzern eingegliedert ebenso die Československá zbrojovka Brno unter dem Namen Waffenwerke Brünn. Bereits Ende März 1939 bestanden die Reichswerke aus 84 Gesellschaften u. a. mit eigenem Transport- und Schifffahrtsunternehmen. Am 7. Juli 1939 erfolgte die Gründung der Holding Reichswerke AG „Hermann Göring“. Nach dem Überfall auf Polen wurden den Reichswerken alle Rüstungsbetriebe Polens treuhänderisch übereignet. Hierzu zählten auch die Gewehrfabriken Radom und Warschau, welche Steyr Daimler Puch angegliedert wurden.
Die eigene Kohlebasis zur erweiterten Eisen- und Stahlherstellung war das nächste Ziel der Holding Hermann Göring. Zu diesem Zweck wurden unter anderem die Anteile an Braunkohlebergwerken der Aussiger Petscheks in Mitteldeutschland und Nordböhmen arisiert. Deren Anteile wurden mit dem Flick-Konzern gegen die Steinkohlevorkommen der Harpener Bergbau AG getauscht. In Österreich kam durch den Besitz der Alpinen Montangesellschaft das Kohlevorkommen Donawitz hinzu. In Brüx (damals Reichsgau Sudetenland) erfolgte die Gründung der Sudetenländischen Bergbau AG und bei Maltheuern nördlich von Brüx die Errichtung der Sudetenländischen Treibstoffwerke, eines der größten Hydrierwerke zur Herstellung synthetischen Benzins im damaligen deutschen Einflussbereich. Außerdem wurden die oberschlesischen Kohlevorkommen bei Kattowitz einverleibt sowie der Aktienbesitz im Ruhrgebiet bei der Bergbau AG Ewald-König Ludwig aufgestockt. Während der nationalsozialistischen Besetzung Polens wurden die Bergwerke Preussengrube, Knurow und Oehringengrube von den Reichswerken Hermann Göring betrieben (1. Gruppe der Bergwerksverwaltung Oberschlesien der HGW).
Nach dem Westfeldzug wurde Paul Raabe, der ab 1940 Vorstandsmitglied der Reichswerke war, im Juni 1940 zum Generalbeauftragten für die Verteilung der Eisenerzgewinnung in Lothringen und Luxemburg bei den zuständigen Militärbefehlshabern in Frankreich und Belgien ernannt, wo sich die Reichswerke die größten und leistungsfähigsten Montanwerke Hagendingen und Hayingen sicherten. Nach der Aufteilung der Werke unter den deutschen Stahlkonzernen behielt Paul Raabe als einziger die Verfügung über die dortigen Eisenerzvorkommen für die Reichswerke.
Während des Zweiten Weltkriegs wuchsen die Reichswerke zum wohl größten Konzern der Welt mit zeitweise über 600 000 Beschäftigten, davon zahllose Zwangsarbeiter.
Der planlos wild zusammengewürfelte Supertrust, der von der Ostsee bis zum Mittelmeer, von Frankreich bis in die Ukraine reichte, wurde trotz mehrfacher Reorganisation zusehends unbeherrschbar.
Nach dem Überfall auf die Sowjetunion im Juni 1941 sollten mit der Eroberung der Ukraine die Werke zur Munitionsherstellung im Donezbecken an die Reichswerke übergehen. Edmund Geilenberg, der Geschäftsführer der Stahlwerke Braunschweig GmbH, die sich im Eigentum der Reichswerke befand, war für das sog. Iwan-Programm des Oberkommandos des Heeres verantwortlich, das die Aufgabe hatte, Munitionsbetriebe in der Ukraine unverzüglich wieder in Betrieb zu nehmen. Hierzu wurde zusammen mit dem Flick-Konzern im Januar 1943 die Dnjepr Stahl GmbH gegründet (50/50 Beteiligung). Dies geschah, jedoch eroberte kurz darauf die Rote Armee das Gebiet wieder zurück.

### Umstrukturierung 1941
Am 17. Januar 1941 folgte die beschlossene Aufteilung der Unternehmen der Reichswerke in drei Blöcke: Montan-, Waffen- und Schifffahrtsblock (NWA 2 Nr. 6901). Diese Blöcke wurden der AG Reichswerke als Holding unterstellt. Die Reichswerke AG für Erzbergbau und Eisenhütten wurde der Montanblock-Holding, der Reichswerke AG für Berg- und Hüttenbetriebe, untergeordnet und ihr Aufgabengebiet ausdrücklich auf das Salzgitter-Gebiet beschränkt.

### Nach 1942
1942 wurde der Konzern neu strukturiert und die profitabelsten Tochtergesellschaften reprivatisiert. Der Konzern sollte nach dem Krieg vollständig reprivatisiert werden.
Am 15. August 1944 gehörten den Reichswerken 260 Unternehmen mit einem Nominalkapital von 2,8 Milliarden Reichsmark. Die Reichswerke waren der größte und kapitalstärkste Konzern im Reich geworden.
Im April 1945 befreiten die alliierten Truppen ungefähr 40.000 Kriegsgefangene, KZ-Häftlinge, Zwangsarbeiter und sonstige ausländische Arbeitskräfte, die zu diesem Zeitpunkt etwa vierzig Prozent der Gesamtbelegschaft der Reichswerke ausmachten. Nach Kriegsbeginn setzten die Reichswerke sowohl Kriegsgefangene und Deportierte aus den besetzten Gebieten als auch KZ-Häftlinge ein. Der Konzern beschäftigte während des Gipfels seiner Geschäftstätigkeit über 600.000 Arbeiter, darunter ab 1943 über fünfzig Prozent Zwangsarbeiter.

### Nach 1945
Nach dem Zweiten Weltkrieg kam es ab 1945 bis 1951 durch die britische Besatzungsmacht zur Entmilitarisierung sowie zur Demontage der Hermann-Göring-Werke, der sich die Arbeiter entgegenstellten.
Am 1. Januar 1953 überführte man die Stahl- und Walzbetriebe und andere Konzernbereiche nach und nach in die seit dem 23. März 1950 bestehende „Hüttenwerk Salzgitter GmbH“ bzw. nach der Umwandlung in die Aktiengesellschaft „Hüttenwerk Salzgitter AG“.
Die Hermann-Göring-Werke gingen dann endgültig in der Salzgitter AG auf, die sich bis Ende der 1980er Jahre im Besitz der Bundesrepublik Deutschland befand und dann durch Verkauf an die Preussag AG privatisiert wurde.

## Beispiel Salzgitter/Braunschweig
Die Lage der Beschäftigten der Reichswerke ist im Raum Salzgitter/Braunschweig am besten erforscht und zeigt beispielhaft die Verhältnisse, die für die Reichswerke insgesamt galten. Die neugegründeten Reichswerke wurden in einem ländlich strukturierten Gebiet mit geringem Arbeitskräftepotential aufgebaut.
Der Friedhof Jammertal bei Lebenstedt ist heute einer der zentralen Gedenkorte in Salzgitter. Dort sind etwa 3.000 Opfer des deutschen Nationalsozialismus bestattet worden.

### Zwangsarbeit
In der Vorkriegszeit und in der ersten Phase des Krieges bis 1941 wurde der Industrieaufbau für Rüstungsziele forciert. Von 1942 an überwogen Rationalisierungsziele und Ausweitung der Rüstungsproduktion. Die ersten Anwerbeaktionen für deutsche Arbeitskräfte im Reich waren durchaus erfolgreich, da die Reichswerke höhere Löhne zahlten oder Aufstiegschancen bieten konnten. Ab 1938 wurden verstärkt ausländische Arbeitskräfte angeworben, um den weiteren Aufbau der Werke voranzutreiben. Zunächst wurden Ausländer aus den verbündeten und neutralen Ländern Italien und Rumänien angeworben. Anschließend kamen Arbeitskräfte aus dem besetzten Polen und dem Protektorat Böhmen und Mähren als Zwangsarbeiter. In der nächsten Phase wurden Arbeitskräfte aus den besetzten Niederlanden, Belgien und Frankreich angeworben oder Kriegsgefangene eingesetzt. Bis Ende 1941 arbeiteten 4.650 Kriegsgefangene aus westeuropäischen Ländern in acht Lagern der Reichswerke Hallendorf (Lager mit den Nummern 8 und 10), Bruchmachtersen (Lager 17), Heerte (Lager 35), Gebhardshagen (Lager 4), Salzgitter-Ohlendorf, Engelnstedt, Bad Grund und in den betriebseigenen Versorgungsbetrieben. Ab Juni 1942 wurden niederländische Justizstrafgefangene, die im Gefängnis Wolfenbüttel untergebracht waren, eingesetzt. Ferner erfolgte die Zwangsrekrutierung von zivilen Arbeitern aus der Sowjetunion (Ostarbeiter), im September 1943 5.800 (darunter 1.700 Frauen) und im Mai 1944 9.800 (darunter 2.300 Frauen). Zu Beginn des Jahres 1942 waren in den Lagern Salzgitter-Drütte (Lager 32), Reppner (Lager 24), Beinum (Lager 13) und Heiningen (Lager 16) 2.060 sowjetische Kriegsgefangene untergebracht.

### KZ-Häftlinge
Die SS errichtete speziell für die Reichswerke im Raum Braunschweig/Salzgitter drei Konzentrationslager als Außenkommandos/Nebenlager des KZ Neuengamme bei Hamburg: das KZ Salzgitter-Drütte, das KZ Salzgitter-Watenstedt sowie das KZ Salzgitter-Bad.
Das KZ Salzgitter-Drütte wurde am 13. Oktober 1942 durch 250 KZ-Häftlinge in den Lagerräumen unter der Hochstraße gebaut. Die Zahl der KZ-Häftlinge stieg bis Mitte 1944 auf über 2.700 Männer an, um im September 1944 auf 3.150 anzusteigen. Es war damit zahlenmäßig das größte Außenlager des KZ Neuengamme.
Im KZ Salzgitter-Watenstedt waren bis zu etwa 2.000 KZ-Häftlinge in unmittelbarer Nähe des Dorfes Leinde bei Salzgitter-Watenstedt untergebracht, die im Werk der Stahlwerke Braunschweig GmbH arbeiten mussten. Jeden Tag starben unter den bewusst herbeigeführten unmenschlichen Verhältnissen nach Schätzungen 20 bis 30 Häftlinge.
Das KZ Salzgitter-Bad wurde im September 1944 durch die SS und die Hermann-Göring-Werke in Salzgitter-Bad errichtet. In einem ehemaligen „Zivilarbeiterlager“ der „Bergbau- und Hüttenbedarf AG“ wurden etwa 500 Frauen untergebracht.
Alle drei Lager wurden am 7. April 1945 vor den anrückenden alliierten Soldaten geräumt.

### Arbeitserziehungslager
1940 errichtete die Gestapo Braunschweig auf dem Gelände der Reichswerke das Arbeitserziehungslager Hallendorf bei Salzgitter-Watenstedt, auch Lager 21 genannt, das nicht nur zur Abschreckung und Unterdrückung der Bevölkerung, sondern auch zur Disziplinierung der ausländischen Zwangsarbeiter (vor allem der Polen) diente. 1942 wurde dieses Männerlager um ein Frauenlager in unmittelbarer Nähe erweitert. In diesem Lager wurden schätzungsweise 26.000 bis 28.000 Männer sowie 7.000 Frauen schikaniert, mussten zwangsarbeiten und wurden unter unmenschlichen Bedingungen untergebracht, gequält und bestraft. Bis zu 1.000 Ermordete dieser Arbeitserziehungslager sind namentlich bekannt.

## Standortübersicht
Standorte des Konzerns mit den wichtigsten Werken 1944 waren neben anderen (aus der Reichswerke AG für Erzbergbau und Eisenhütten Salzgitter waren ausgegliedert die sogenannte Reichswerke AG für Berg- und Hüttenbetriebe Montanblock und die Reichswerke AG Linz):
Reichswerke AG für Erzbergbau und Eisenhütten Salzgitter
(Hauptsitz)
- Region Salzgitter/Braunschweig
  - Hütte Braunschweig, heute Salzgitter AG
  - Stahlwerke Braunschweig
  - Bergbau AG (vorm. Anton Raky)
  - Erzbergbau
  - Schachtbau
  - Steine und Erden
- Region Ruhrgebiet
  - Bergbau Ewald-König Ludwig
  - Steinkohlengewerkschaft
- Anhalt
  - Dessauer Waggonfabrik
- Bayern
  - Buchtal AG, Keramische Betriebe der Reichswerke „Hermann Göring“
  - Luitpoldhütte AG

Montanblock Reichswerke AG für Berg- und Hüttenbetriebe
- Deutsches Reich
  - Alpine Montanbetriebe
  - Bergwerksverwaltung Kleinrosseln[25]
  - Bergwerksverwaltung Oberschlesien[26][27]
  - Eisenwerke Oberdrau
  -  Eisenwerke Oberdonau
  - Eisenwerke Krieglach[28]
  - Graz-Köflacher Eisenbahn und Bergbau
  - Hüttenverwaltung Westmark
  - Reichswerke AG Linz (nach 1945 VÖEST)
  - Steirische Gussstahlwerke Judenburg
  - Sudetenländische Bergbau AG
  - Sudetenländische Treibstoffwerk AG Maltheuern

- Protektorat Böhmen und Mähren
  - Poldihütte Kladno
  - Witkowitz

- Generalgouvernement Polen
  - Dubenskogrube
  - Stalowa Wola
  - Starachowice
  - Gastrowice

## Leitungsgremien
Den Konzern leiteten:
- Paul Pleiger (Vorstandsvorsitzender)
- Paul Körner
- Hans Kehrl
- General Hermann von Hanneken
- General Georg Thomas
- General Emil Leeb (als Chef des Heereswaffenamtes)
- Hellmuth Röhnert
- Heinrich Wisselmann (Preußag)
- Paul Raabe
- Heinrich Scheben